# Eugen Herzog
Eugen Herzog (geboren 14. April 1875 in Wien, Österreich-Ungarn; gestorben 17. Dezember 1928 in Czernowitz, Rumänien) war ein österreichischer Romanist und Sprachwissenschaftler.

## Leben und Werk
Eugen Herzog war Privatdozent an der Universität Wien (Schüler von Wilhelm Meyer-Lübke) und wurde 1911 als Nachfolger von Matthias Friedwagner ordentlicher Professor für romanische Philologie an der österreichischen, ab 1918 rumänischen Universität Czernowitz. Er war der ältere Bruder des Chemikers Reginald Oliver Herzog.

## Schriften (Auswahl)
- Untersuchungen zu Macé de la Charité’s altfranzösischer Übersetzung des Alten Testamentes, Wien 1900
- Materialien zu einer neuprovençalischen Syntax, Wien 1900
- Streitfragen der romanischen Philologie. Bändchen 1. Die Lautgesetzfrage : Zur französischen Lautgeschichte, Halle a.S. 1904
- Neufranzösische Dialekttexte, Leipzig 1906, 1914
- Das -to-Partizip im Altromanischen. Ein Beitrag zur Lehre vom syntaktischen Wandel, in: Prinzipienfragen der romanischen Sprachwissenschaft. Festschrift Wilhelm Meyer-Lübke, Halle 1910, S. 76–186
- Französische Phonogrammstudien, Wien 1912
- Historische Sprachlehre des Neufranzösischen : T. 1. Einleitung. Lautlehre, Heidelberg 1913
- (Zusammen mit Sextil Puşcariu) Lehrbuch der rumänischen Sprache. Anfangsgründe, Czernowitz 1919, 2. Auflage 1920